# Khölönbuir
Khölönbuir är ett distrikt i Mongoliet.   Det ligger i provinsen Dornod, i den östra delen av landet, 500 km öster om huvudstaden Ulaanbaatar.